# Фуресе (муніципалітет)
Фуресе (дан. Furesø) — муніципалітет у регіоні Столичний регіон королівства Данія. Площа — 56.8 квадратних кілометрів. Адміністративний центр муніципалітету — місто Верлос.

## Населення
У 2012 році населення муніципалітету становило 38 243 особи.